# 大邱红螯蛛
大邱红螯蛛（学名：Chiracanthium taegense）为管巢蛛科红螯蛛属的动物。分布于朝鲜以及中国大陆的浙江、湖南、福建等地。该物种的模式产地在朝鲜。